# .aero
El domini .aero és el domini de primer nivell patrocinat (sponsored TLD en anglès) d'Internet per als negocis relacionats amb l'aviació. Fou aprovat oficialment el 2002 per la ICANN. És gestionat per la SITA.
El domini .aero està reservat per a empreses, organitzacions, associacions, agències governamentals i individual relacionats amb la indústria de l'aviació.